# Манти (Мисисипи)
Манти (енгл. Mantee) град је у америчкој савезној држави Мисисипи.

## Демографија
По попису из 2010. године број становника је 232, што је 63 (37,3%) становника више него 2000. године.
| Група             | 2000.       | 2010.       |
| Белци             | 165 (97,6%) | 230 (99,1%) |
| Афроамериканци    | 1 (0,6%)    | 1 (0,4%)    |
| Азијати           | 0 (0,0%)    | 0 (0,0%)    |
| Хиспаноамериканци | 3 (1,8%)    | 0 (0,0%)    |
| Укупно            | 169         | 232         |